# Remo en los Juegos Suramericanos de 2014: M2x
La prueba de remos cortos en dobles masculino en Santiago 2014 se llevó a cabo el 8 de marzo de 2014 en la Laguna de Curauma, Región de Valparaíso. Participaron en la prueba 5 parejas.

## Resultados
| Rank              | Calle | Equipo    | Remadores                                      | Tiempo Total | Diferencia |
| ----------------- | ----- | --------- | ---------------------------------------------- | ------------ | ---------- |
| Medalla de oro    | 2     | Argentina | Bow: Ariel Suárez Stroke: Cristian Rosso       | 7:23.21      |            |
| Medalla de plata  | 4     | Venezuela | Bow: Jackson Vincent Stroke: Emilio Torres     | 7:31.48      | +00:08.27  |
| Medalla de bronce | 5     | Perú      | Bow: Eduardo Linares Stroke: Álvaro Torres     | 7:36.05      | +00:12.84  |
| 4                 | 1     | Uruguay   | Bow: Jhonatan Esquivel Stroke: Rodolfo Collazo | 7:53.09      | +00:29.88  |
| 5                 | 3     | Chile     | Bow: Nibaldo Yáñez Stroke: Francisco Ruiz      | 8:09.56      | +00:46.35  |